# Frankrikes Grand Prix 1967
Frankrikes Grand Prix 1967, var en Formel 1-tävling som hölls den 2 juli 1967 på Circuit Bugatti du Mans i Le Mans i Frankrike. Det var det femte av elva lopp ingående i Formel 1-VM 1967 och kördes över 80 varv. Sammanlagt sex förare av femton startande fullföljde loppet, varav två förare låg på ledarvarvet vid målgång. Loppet vanns av Jack Brabham för Brabham, tvåa blev Denny Hulme även han för Brabham, och trea blev Jackie Stewart för BRM. Det är det enda F1-loppet som körts i Le Mans.

## Resultat
| Pos.    | Nr. | Förare          | Konstruktör     | Däck      | Varv | Tid/Bröt          | Grid | Poäng |
| ------- | --- | --------------- | --------------- | --------- | ---- | ----------------- | ---- | ----- |
| 1       | 3   | Jack Brabham    | Brabham-Repco   | Goodyear  | 80   | 2:13:21.3         | 2    | 9     |
| 2       | 4   | Denny Hulme     | Brabham-Repco   | Goodyear  | 80   | + 49.5            | 6    | 6     |
| 3       | 10  | Jackie Stewart  | BRM             | Goodyear  | 79   | + 1 varv          | 10   | 4     |
| 4       | 18  | Jo Siffert      | Cooper-Maserati | Firestone | 77   | + 3 varv          | 11   | 3     |
| 5       | 15  | Chris Irwin     | BRM             | Goodyear  | 76   | Motor (+ 3 varv)  | 9    | 2     |
| 6       | 14  | Pedro Rodríguez | Cooper-Maserati | Firestone | 76   | + 4 varv          | 13   | 1     |
| NC      | 16  | Guy Ligier      | Cooper-Maserati | Firestone | 68   | Körde för få varv | 15   |       |
| Bröt    | 2   | Chris Amon      | Ferrari         | Firestone | 47   | Gasspjäll         | 7    |       |
| Bröt    | 9   | Dan Gurney      | Eagle-Weslake   | Goodyear  | 40   | Bränsleläckage    | 3    |       |
| Bröt    | 12  | Jochen Rindt    | Cooper-Maserati | Firestone | 33   | Motor             | 8    |       |
| Bröt    | 8   | Bruce McLaren   | Eagle-Weslake   | Goodyear  | 26   | Tändning          | 5    |       |
| Bröt    | 6   | Jim Clark       | Lotus-Ford      | Firestone | 23   | Differential      | 4    |       |
| Bröt    | 17  | Bob Anderson    | Brabham-Climax  | Dunlop    | 16   | Tändning          | 14   |       |
| Bröt    | 7   | Graham Hill     | Lotus-Ford      | Firestone | 13   | Differential      | 1    |       |
| Bröt    | 11  | Mike Spence     | BRM             | Goodyear  | 9    | Drivaxel          | 12   |       |
| Källor: |     |                 |                 |           |      |                   |      |       |

## VM-ställning efter loppet
| Pos. | Förare          | Poäng |
| ---- | --------------- | ----- |
| 1    | Denny Hulme     | 22    |
| 2    | Jack Brabham    | 16    |
| 3    | Pedro Rodríguez | 12    |
| 4    | Chris Amon      | 11    |
| 5    | Jim Clark       | 10    |

| Pos. | Konstruktör     | Poäng |
| ---- | --------------- | ----- |
| 1    | Brabham-Repco   | 27    |
| 2    | Cooper-Maserati | 17    |
| 3    | BRM             | 11    |
| 4    | Ferrari         | 11    |
| 5    | Lotus-Ford      | 10    |

- Notering: Endast de fem bästa placeringarna i vardera mästerskap finns med på listorna.